# Supercoppa turca 2011 (pallavolo femminile)
La Supercoppa turca 2011 si è svolta il 9 ottobre 2011: al torneo hanno partecipato due squadre di club turche e la vittoria finale è andata per la prima volta all'Eczacıbaşı Spor Kulübü.

## Regolamento
Le squadre hanno disputato una gara unica. 

## Squadre partecipanti
| Squadra    | Qualificazione                      | Ultima partecipazione |
| ---------- | ----------------------------------- | --------------------- |
| Eczacıbaşı | Vincitrice Coppa di Turchia 2010-11 | Supercoppa turca 2009 |
| Fenerbahçe | Vincitrice Voleybol 1. Ligi 2010-11 | Supercoppa turca 2010 |

## Torneo
| 9 ottobre 2011 Başkent Voleybol Salonu, Ankara Durata: 1h:38 - Spettatori: ? | Eczacıbaşı | 3 - 1 | Fenerbahçe | 25-15, 25-23, 15-25, 25-19 |